# Seznam zmagovalcev Odprtega prvenstva Anglije - ženske dvojice
Seznam zmagovalcev teniškega turnirja Odprto prvenstvo Anglije med ženskimi dvojicami.

## Zmagovalke po letih
| Leto      | Zmagovalki                                  | Drugi                                                      | Rezultat finala     |
| --------- | ------------------------------------------- | ---------------------------------------------------------- | ------------------- |
| 1913      | Winifred McNair Dora Boothby                | Charlotte Cooper Sterry Dorothea Douglass Lambert Chambers | 4–6, 2–4 p.         |
| 1914      | Elizabeth Ryan Agnes Morton                 | Ethel Thomson Larcombe Edith Hannam                        | 6–1, 6–3            |
| 1915 1918 | prva svetovna vojna                         | prva svetovna vojna                                        | prva svetovna vojna |
| 1919      | Suzanne Lenglen Elizabeth Ryan              | Dorothea Douglass Lambert Chambers Ethel Thomson Larcombe  | 4–6, 7–5, 6–3       |
| 1920      | Suzanne Lenglen Elizabeth Ryan              | Dorothea Douglass Lambert Chambers Ethel Thomson Larcombe  | 6–4, 6–0            |
| 1921      | Suzanne Lenglen Elizabeth Ryan              | Geraldine Beamish Irene Bowder Peacock                     | 6–1, 6–2            |
| 1922      | Suzanne Lenglen Elizabeth Ryan              | Margaret McKane Stocks Kathleen McKane Godfree             | 6–0, 6–4            |
| 1923      | Suzanne Lenglen Elizabeth Ryan              | Evelyn Colyer Joan Austin                                  | 6–3, 6–1            |
| 1924      | Hazel Hotchkiss Wightman Helen Wills Moody  | Phyllis Covell Kathleen McKane Godfree                     | 6–4, 6–4            |
| 1925      | Suzanne Lenglen Elizabeth Ryan              | A.V. Bridge Mary McIlquham                                 | 6–2, 6–2            |
| 1926      | Elizabeth Ryan Mary Browne                  | Kathleen McKane Godfree Evelyn Colyer                      | 6–1, 6–1            |
| 1927      | Helen Wills Moody Elizabeth Ryan            | Bobbie Heine Irene Bowder Peacock                          | 6–3, 6–2            |
| 1928      | Phoebe Holcroft Watson Peggy Saunders       | Ermyntrude Harvey Eileen Bennett Whittingstall             | 6–2, 6–3            |
| 1929      | Phoebe Holcroft Watson Peggy Saunders       | Phyllis Covell Dorothy Shepherd-Barron                     | 6–4, 8–6            |
| 1930      | Helen Wills Moody Elizabeth Ryan            | E.A. Cross Sarah Palfrey Cooke                             | 6–2, 9–7            |
| 1931      | Dorothy Shepherd-Barron Phyllis Mudford     | Doris Metaxa Josane Sigart                                 | 3–6, 6–3, 6–4       |
| 1932      | Doris Metaxa Josane Sigart                  | Elizabeth Ryan Helen Jacobs                                | 6–4, 6–3            |
| 1933      | Simone Mathieu Elizabeth Ryan               | Freda James Billie Yorke                                   | 6–2, 9–11, 6–4      |
| 1934      | Simone Mathieu Elizabeth Ryan               | Mrs D.B. Andrus Sylvia Henrotin                            | 6–3, 6–3            |
| 1935      | Freda James Kay Stammers                    | Simone Mathieu Hilde Krahwinkel Sperling                   | 6–1, 6–4            |
| 1936      | Freda James Kay Stammers                    | Sarah Palfrey Cooke Helen Jacobs                           | 6–2, 6–1            |
| 1937      | Simone Mathieu Billie Yorke                 | Phyllis Mudford King Mrs J.B. Pitman                       | 6–3, 6–3            |
| 1938      | Sarah Palfrey Cooke Alice Marble            | Simone Mathieu Billie Yorke                                | 6–2, 6–3            |
| 1939      | Sarah Palfrey Cooke Alice Marble            | Helen Jacobs Billie Yorke                                  | 6–1, 6–0            |
| 1940 1945 | prva svetovna vojna                         | prva svetovna vojna                                        | prva svetovna vojna |
| 1946      | Louise Brough Clapp Margaret Osborne duPont | Pauline Betz Addie Doris Hart                              | 6–3, 2–6, 6-3       |
| 1947      | Doris Hart Patricia Canning Todd            | Louise Brough Margaret Osborne duPont                      | 3–6, 6–4, 7–5       |
| 1948      | Louise Brough Clapp Margaret Osborne duPont | Doris Hart Patricia Canning Todd                           | 6–3, 3–6, 6–3       |
| 1949      | Louise Brough Clapp Margaret Osborne duPont | Gussie Moran Patricia Canning Todd                         | 8–6, 7–5            |
| 1950      | Louise Brough Clapp Margaret Osborne duPont | Shirley Fry Doris Hart                                     | 6–4, 5–7, 6–1       |
| 1951      | Shirley Fry Irvin Doris Hart                | Louise Brough Clapp Margaret Osborne duPont                | 6–3, 13–11          |
| 1952      | Shirley Fry Irvin Doris Hart                | Louise Brough Clapp Maureen Connolly Brinker               | 8–6, 6–3            |
| 1953      | Shirley Fry Irvin Doris Hart                | Maureen Connolly Brinker Julie Sampson Haywood             | 6–0, 6–0            |
| 1954      | Louise Brough Clapp Margaret Osborne duPont | Shirley Fry Irvin Doris Hart                               | 4–6, 9–7, 6–3       |
| 1955      | Angela Mortimer Anne Shilcock               | Shirley Brasher Bloomer Patricia Ward Hales                | 7–5, 6–1            |
| 1956      | Angela Buxton Althea Gibson                 | Fay Muller Daphne Seeney                                   | 6–1, 8–6            |
| 1957      | Althea Gibson Darlene Hard                  | Mary Bevis Hawton Thelma Coyne Long                        | 6–1, 6–2            |
| 1958      | Maria Bueno Althea Gibson                   | Margaret Osborne duPont Margaret Varner Bloss              | 6–3, 7–5            |
| 1959      | Jeanne Arth Darlene Hard                    | Beverly Baker Fleitz Christine Truman Janes                | 2–6, 6–2, 6–3       |
| 1960      | Maria Bueno Darlene Hard                    | Sandra Reynolds Price Renee Schuurman Haygarth             | 6–4, 6–0            |
| 1961      | Karen Hantze Susman Billie Jean King        | Jan Lehane O'Neill Margaret Court                          | 6–3, 6–4            |
| 1962      | Karen Hantze Susman Billie Jean King        | Sandra Reynolds Price Renee Schuurman Haygarth             | 5-7, 6-3, 7-5       |
| 1963      | Maria Bueno Darlene Hard                    | Robyn Ebbern Margaret Court                                | 8-6, 9-7            |
| 1964      | Margaret Court Lesley Turner Bowrey         | Billie Jean King Karen Hantze Susman                       | 7-5, 6-2            |
| 1965      | Maria Bueno Billie Jean King                | Françoise Dürr Jeanine Lieffrig                            | 6–2, 7–5            |
| 1966      | Maria Bueno Nancy Richey                    | Margaret Court Judy Tegart Dalton                          | 6–3, 4–6, 6–4       |
| 1967      | Rosemary Casals Billie Jean King            | Maria Bueno Nancy Richey                                   | 9–11, 6–4, 6–2      |
| 1968      | Rosemary Casals Billie Jean King            | Françoise Dürr Ann Haydon Jones                            | 3–6, 6–4, 7–5       |
| 1969      | Margaret Court Judy Tegart Dalton           | Patti Hogan Peggy Michel                                   | 9–7, 6–2            |
| 1970      | Rosemary Casals Billie Jean King            | Françoise Dürr Virginia Wade                               | 6–2, 6–3            |
| 1971      | Rosemary Casals Billie Jean King            | Margaret Court Evonne Goolagong Cawley                     | 6–3, 6–2            |
| 1972      | Billie Jean King Betty Stöve                | Judy Tegart Dalton Françoise Dürr                          | 6–2, 4–6, 6–3       |
| 1973      | Rosemary Casals Billie Jean King            | Françoise Dürr Betty Stöve                                 | 6–1, 4–6, 7–5       |
| 1974      | Evonne Goolagong Cawley Peggy Michel        | Helen Gourlay Cawley Karen Krantzcke                       | 2–6, 6–4, 6–3       |
| 1975      | Ann Kiyomura Kazuko Savamacu                | Françoise Dürr Betty Stöve                                 | 7–5, 1–6, 7–5       |
| 1976      | Chris Evert Martina Navrátilová             | Billie Jean King Betty Stöve                               | 6–1, 3–6, 7–5       |
| 1977      | Helen Gourlay Cawley JoAnne Russell         | Martina Navrátilová Betty Stöve                            | 6–3, 6–3            |
| 1978      | Kerry Melville Reid Wendy Turnbull          | Mima Jaušovec Virginia Ruzici                              | 4–6, 9–8(10), 6–3   |
| 1979      | Billie Jean King Martina Navrátilová        | Betty Stöve Wendy Turnbull                                 | 5–7, 6–3, 6–2       |
| 1980      | Kathy Jordan Anne Smith                     | Rosemary Casals Wendy Turnbull                             | 4–6, 7–5, 6–1       |
| 1981      | Martina Navrátilová Pam Shriver             | Kathy Jordan Anne Smith                                    | 6–3, 7–6(6)         |
| 1982      | Martina Navrátilová Pamela Shriver          | Kathy Jordan Anne Smith                                    | 6–4, 6–1            |
| 1983      | Martina Navrátilová Pam Shriver             | Rosemary Casals Wendy Turnbull                             | 6–2, 6–2            |
| 1984      | Martina Navrátilová Pam Shriver             | Kathy Jordan Anne Smith                                    | 6–3, 6–4            |
| 1985      | Kathy Jordan Elizabeth Sayers Smylie        | Martina Navrátilová Pam Shriver                            | 5–7, 6–3, 6–4       |
| 1986      | Martina Navrátilová Pam Shriver             | Hana Mandlíková Wendy Turnbull                             | 6–1, 6–3            |
| 1987      | Claudia Kohde-Kilsch Helena Suková          | Betsy Nagelsen Elizabeth Sayers Smylie                     | 7–5, 7–5            |
| 1988      | Steffi Graf Gabriela Sabatini               | Larisa Savchenko Neiland Natalija Zverjeva                 | 6–3, 1–6, 12–10     |
| 1989      | Jana Novotná Helena Suková                  | Larisa Savchenko Neiland Natalija Zverjeva                 | 6–1, 6–2            |
| 1990      | Jana Novotná Helena Suková                  | Kathy Jordan Elizabeth Sayers Smylie                       | 6–3, 6–4            |
| 1991      | Larisa Savchenko Neiland Natalija Zverjeva  | Gigi Fernández Jana Novotná                                | 6–4, 3–6, 6–4       |
| 1992      | Gigi Fernández Natalija Zverjeva            | Larisa Savchenko Neiland Jana Novotná                      | 6–4, 6–1            |
| 1993      | Gigi Fernández Natalija Zverjeva            | Larisa Savchenko Neiland Jana Novotná                      | 6–4, 6–7(4), 6–4    |
| 1994      | Gigi Fernández Natalija Zverjeva            | Jana Novotná Arantxa Sánchez Vicario                       | 6–4, 6–1            |
| 1995      | Jana Novotná Arantxa Sánchez Vicario        | Gigi Fernández Natalija Zverjeva                           | 5–7, 7–5, 6–4       |
| 1996      | Martina Hingis Helena Suková                | Meredith McGrath Larisa Savchenko Neiland                  | 5–7, 7–5, 6–1       |
| 1997      | Gigi Fernández Natalija Zverjeva            | Nicole Arendt Manon Bollegraf                              | 7–6(4), 6–4         |
| 1998      | Martina Hingis Helena Suková                | Lindsay Davenport Natalija Zverjeva                        | 6–3, 3–6, 8–6       |
| 1999      | Lindsay Davenport Corina Morariu            | Mariaan de Swardt Elena Tatarkova                          | 6–4, 6–4            |
| 2000      | Serena Williams Venus Williams              | Julie Halard Decugis Ai Sugijama                           | 6–3, 6–2            |
| 2001      | Lisa Raymond Rennae Stubbs                  | Kim Clijsters Ai Sugijama                                  | 6–4, 6–3            |
| 2002      | Serena Williams Venus Williams              | Virginia Ruano Pascual Paola Suárez                        | 6–2, 7–5            |
| 2003      | Kim Clijsters Ai Sugijama                   | Virginia Ruano Pascual Paola Suárez                        | 6–4, 6–4            |
| 2004      | Cara Black Rennae Stubbs                    | Liezel Huber Ai Sugijama                                   | 6–3, 7–6(5)         |
| 2005      | Cara Black Liezel Huber                     | Svetlana Kuznecova Amélie Mauresmo                         | 6–2, 6–1            |
| 2006      | Zi Yan Zheng Jie                            | Virginia Ruano Pascual Paola Suárez                        | 6–3, 3–6, 6–2       |
| 2007      | Cara Black Liezel Huber                     | Katarina Srebotnik Ai Sugijama                             | 3–6, 6–3, 6–2       |
| 2008      | Serena Williams Venus Williams              | Lisa Raymond Samantha Stosur                               | 6–2, 6–2            |
| 2009      | Serena Williams Venus Williams              | Samantha Stosur Rennae Stubbs                              | 7–6(4), 6–4         |
| 2010      | Vania King Jaroslava Švedova                | Jelena Vesnina Vera Zvonareva                              | 7–6(6), 6–2         |
| 2011      | Květa Peschke Katarina Srebotnik            | Sabine Lisicki Samantha Stosur                             | 6–3, 6–1            |
| 2012      | Serena Williams Venus Williams              | Andrea Hlaváčková Lucie Hradecká                           | 7-5, 6-4            |
| 2013      | Peng Šuai Hsieh Su-wei                      | Ashleigh Barty Casey Dellacqua                             | 7-6(7–1), 6-1       |
| 2014      | Sara Errani Roberta Vinci                   | Tímea Babos Kristina Mladenovic                            | 6–1, 6–3            |
| 2015      | Martina Hingis Sania Mirza                  | Jekaterina Makarova Jelena Vesnina                         | 5–7, 7–6(7–4), 7–5  |
| 2016      | Serena Williams Venus Williams              | Tímea Babos Jaroslava Švedova                              | 6–3, 6–4            |
| 2017      | Jekaterina Makarova Jelena Vesnina          | Chan Hao-ching Monica Niculescu                            | 6–0, 6–0            |
| 2018      | Barbora Krejčíková Kateřina Siniaková       | Nicole Melichar Květa Peschke                              | 6–4, 4–6, 6–0       |
| 2019      | Hsieh Su-wei Barbora Strýcová               | Gabriela Dabrowski Jifan Šu                                | 6–2, 6-4            |
| 2021      | Hsieh Su-wei Elise Mertens                  | Veronika Kudermetova Jelena Vesnina                        | 3–6, 7–5, 9–7       |
| 2022      | Barbora Krejčíková Kateřina Siniaková       | Elise Mertens Žang Šuai                                    | 6–2, 6–4            |
| 2023      | Hsieh Su-wei Barbora Strýcová               | Storm Hunter Elise Mertens                                 | 7–5, 6–4            |
| 2024      | Kateřina Siniaková Taylor Townsend          | Gabriela Dabrowski Erin Routliffe                          | 7–6(7–5), 7–6(7–1)  |
| 2025      | Veronika Kudermetova · Elise Mertens        | Hsieh Su-wei Jeļena Ostapenko                              | 3–6, 6–2, 6–4       |